# Cinco Baixo
Cinco Baixo é uma pequena comunidade que se localiza no interior do município de Carlos Barbosa. Junto com Cinco Alto, Cinco da Boa Vista e São Rafael, compõem o quinto distrito de Carlos Barbosa.

## História
Os primeiros imigrantes chegaram na década de 1880, vindos da região de Bérgamo, trazendo seu dialeto, denominado Bergamasco. Construíram uma capela e um cemitério. Porém permaneceram  muito tempo à margem do desenvolvimento por causa distância à sede, falta de estradas e de energia elétrica.

## Religiosidade
Sua padroeira é Nossa Senhora de Caravaggio, que tem sua igreja situada no coração da comunidade. A festa da Santa Padroeira é realizada sempre no segundo domingo de maio (junto com o dia das mães).
Nesta localidade, foi construído em 1914 um capitel (minúscula capela) em madeira, tendo no seu interior uma imagem de Santo Antônio.